# Kiełczewo (gromada)
Kiełczewo – dawna gromada, czyli najmniejsza jednostka podziału terytorialnego Polskiej Rzeczypospolitej Ludowej w latach 1954–1972.
Gromady, z gromadzkimi radami narodowymi (GRN) jako organami władzy najniższego stopnia na wsi, funkcjonowały od reformy reorganizującej administrację wiejską przeprowadzonej jesienią 1954 do momentu ich zniesienia z dniem 1 stycznia 1973, tym samym wypierając organizację gminną w latach 1954–1972.
Gromadę Kiełczewo z siedzibą GRN w Kiełczewie utworzono – jako jedną z 8759 gromad na obszarze Polski – w powiecie kościańskim w woj. poznańskim, na mocy uchwały nr 26/54 WRN w Poznaniu z dnia 5 października 1954. W skład jednostki wszedł obszar dotychczasowej gromady Kiełczewo (bez obszaru włączonego do miasta Kościana) ze zniesionej gminy Kościan w tymże powiecie. Dla gromady ustalono 10 członków gromadzkiej rady narodowej.
1 stycznia 1960 do gromady Kiełczewo włączono obszary zniesionych gromad Bonikowo i Oborzyska Stare w tymże powiecie.
1 stycznia 1970 do gromady Kiełczewo włączono 61,2085 ha z miasta Kościan w tymże powiecie, natomiast 22,8909 ha (część wsi Kiełczewo) z gromady Kiełczewo włączono do miasta Kościan.
31 grudnia 1971 gromadę zniesiono, a jej obszar włączono do gromady Kościan w tymże powiecie.